# Parc de Lai Chi Kok
Le parc de Lai Chi Kok (荔枝角公園) est un jardin public de Hong Kong situé à Kowloon sur un terre-plein comblant l'ancienne baie de Lai Chi Kok (en).
Inauguré en 1990, il est conçu dès le départ pour servir de tampon entre la zone résidentielle de Mei Foo Sun Chuen (en) et les bruyantes West Kowloon Highway (en) et Kwai Chung Road (en). S'étalant sur 17,65 hectares, il s'agit du plus grand parc public de Kowloon.

## Équipements
Le parc possède une aire de jeux pour enfants, un complexe de piscines, un centre sportif couvert (avec des courts de squash, des terrains de basket, des studios de ballet et des courts de badminton), une piste de course extérieure, un jardin chinois traditionnel, des terrains de football, des courts de tennis et un skatepark.
Le complexe de piscines comprend deux bassins principaux, trois bassins d'entraînement, deux bassins pour enfants et un bassin de plongeon. Les piscines principales ont une profondeur de 1,2 m à 1,4 m et de 1,4 m à 1,9 m.
Le skatepark Mei Foo est le plus grand skatepark de Hong Kong et aussi le plus fréquenté. Il comprend deux demi-tuyaux et plusieurs quarts de tuyaux, des rails simples et des funbox. La plupart des rampes mesurent plus de 1,8 m. Le skatepark a été visité par divers skateurs professionnels tels que Chris Haslam, Terrell Robinson, et Mike Peterson. Le groupe local My Little Airport lui a dédié une chanson.

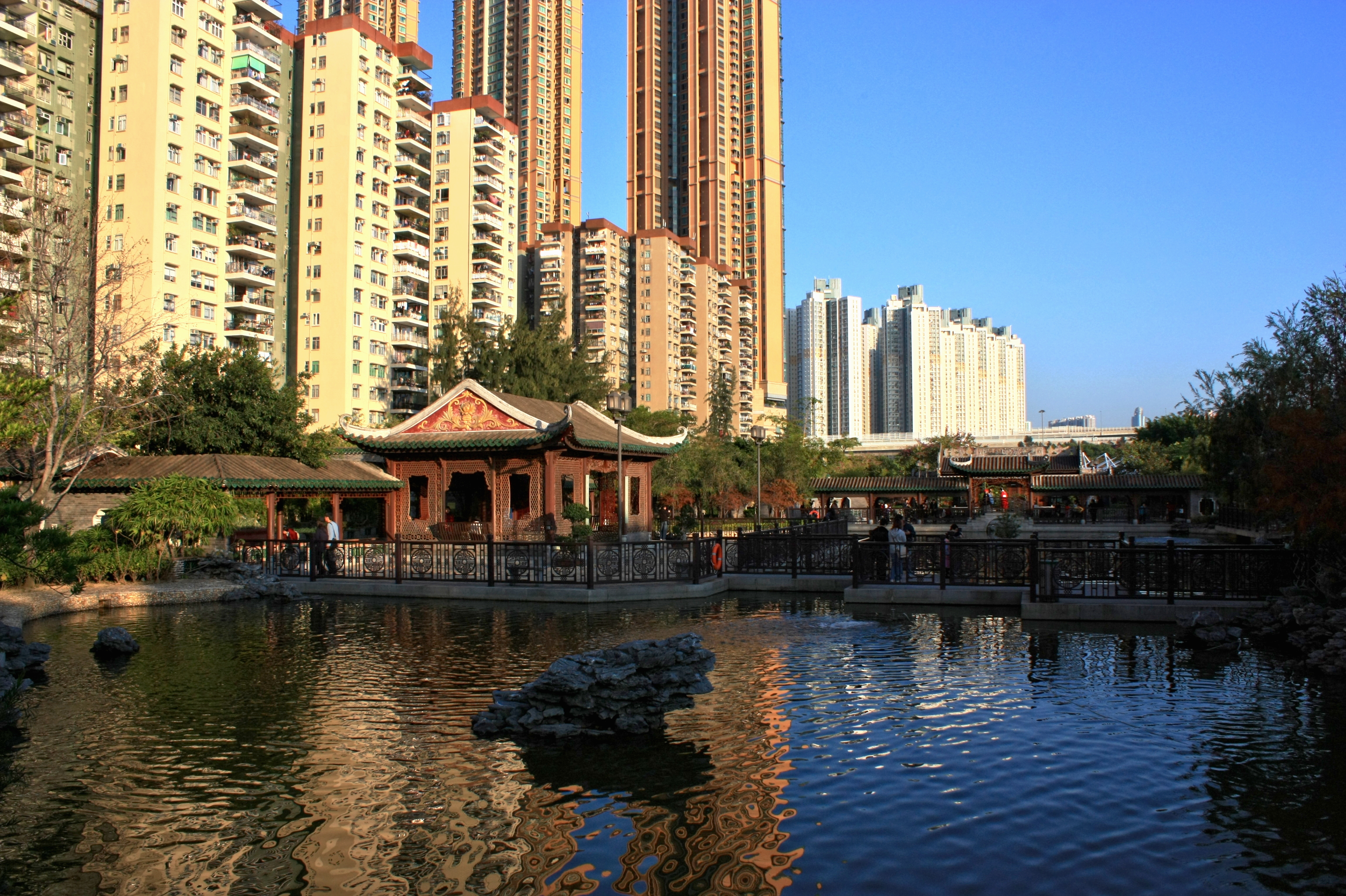
Le jardin Lingnan
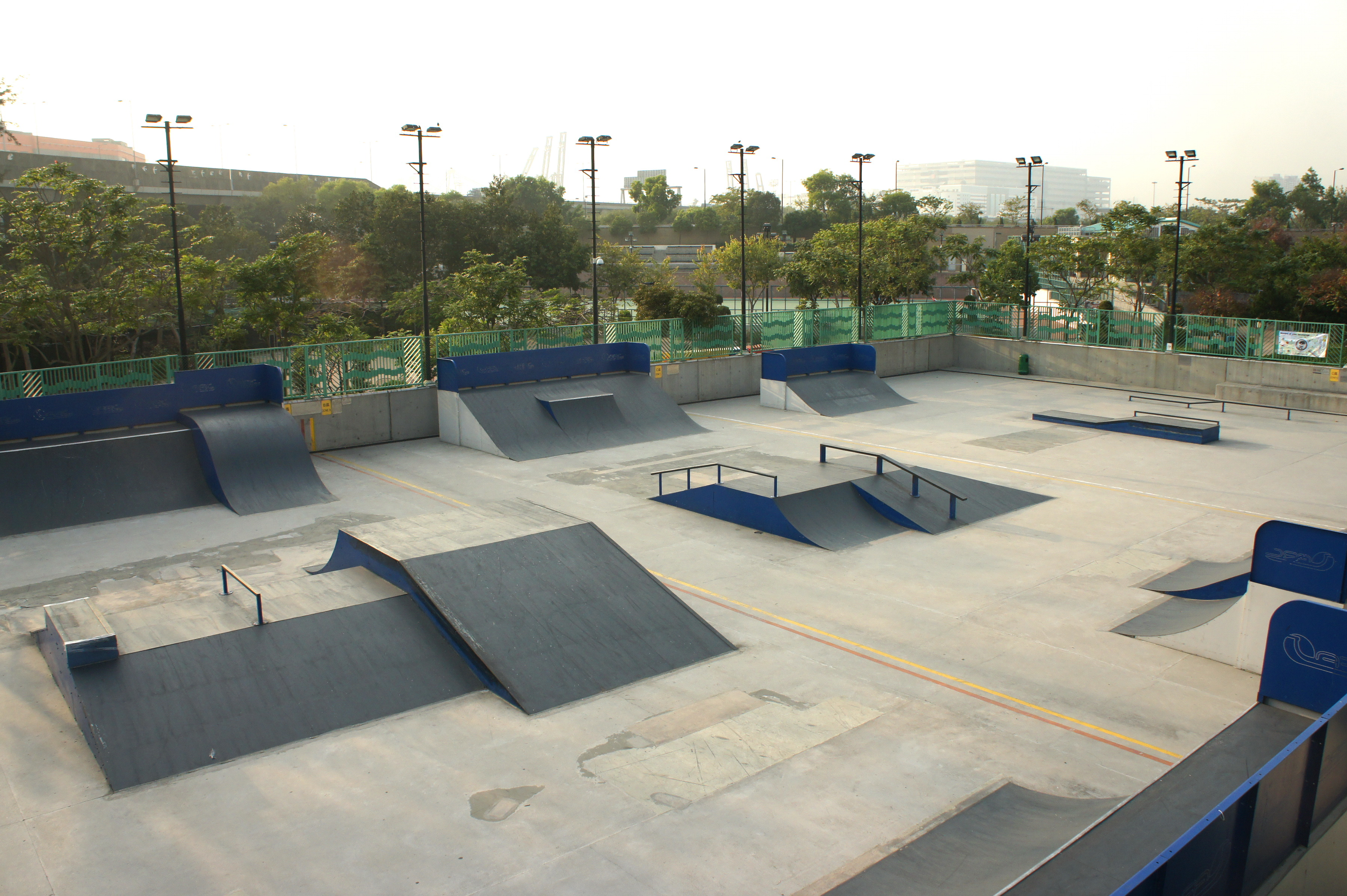
Le skatepark
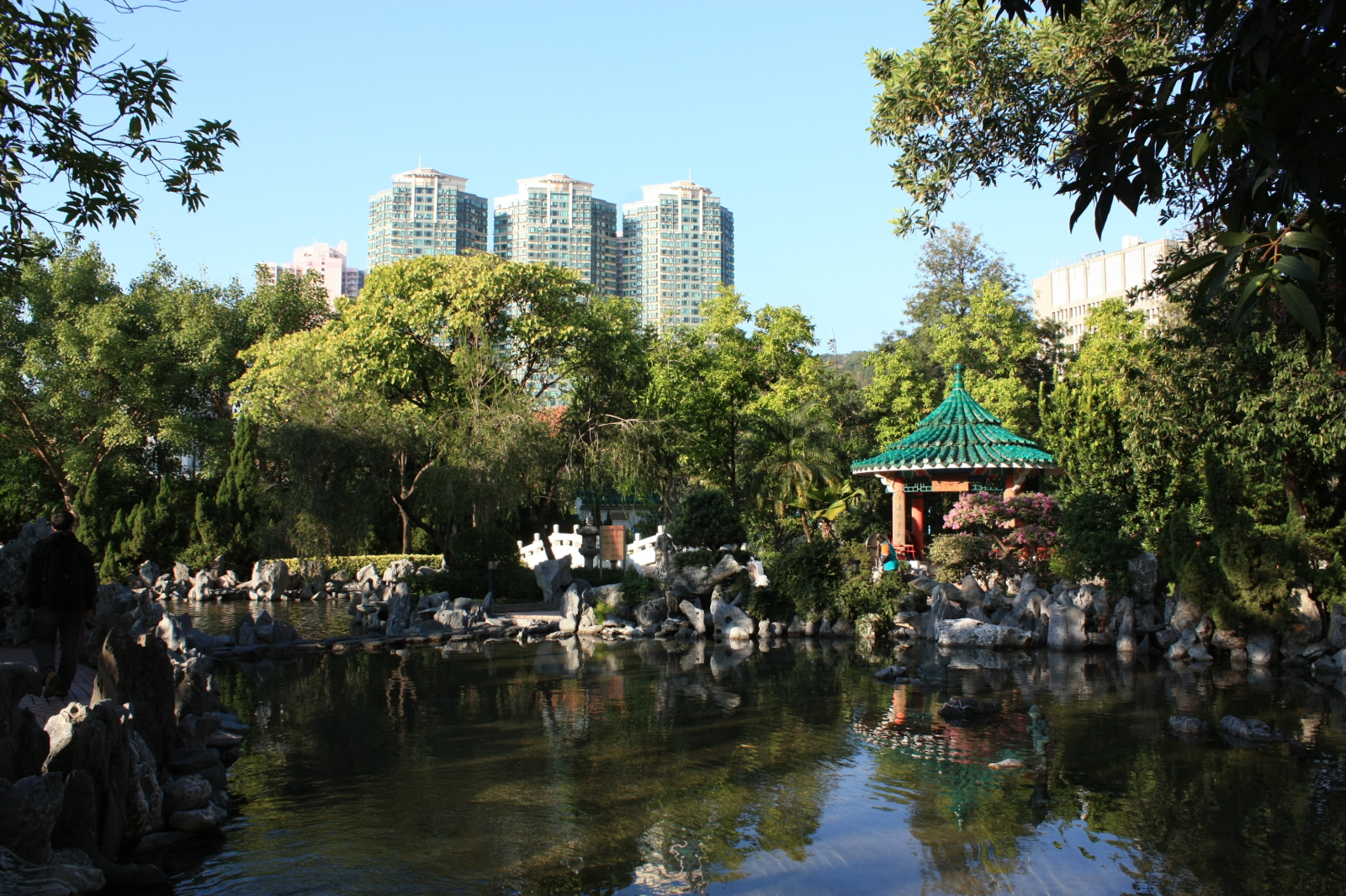
Le pavillon chinois
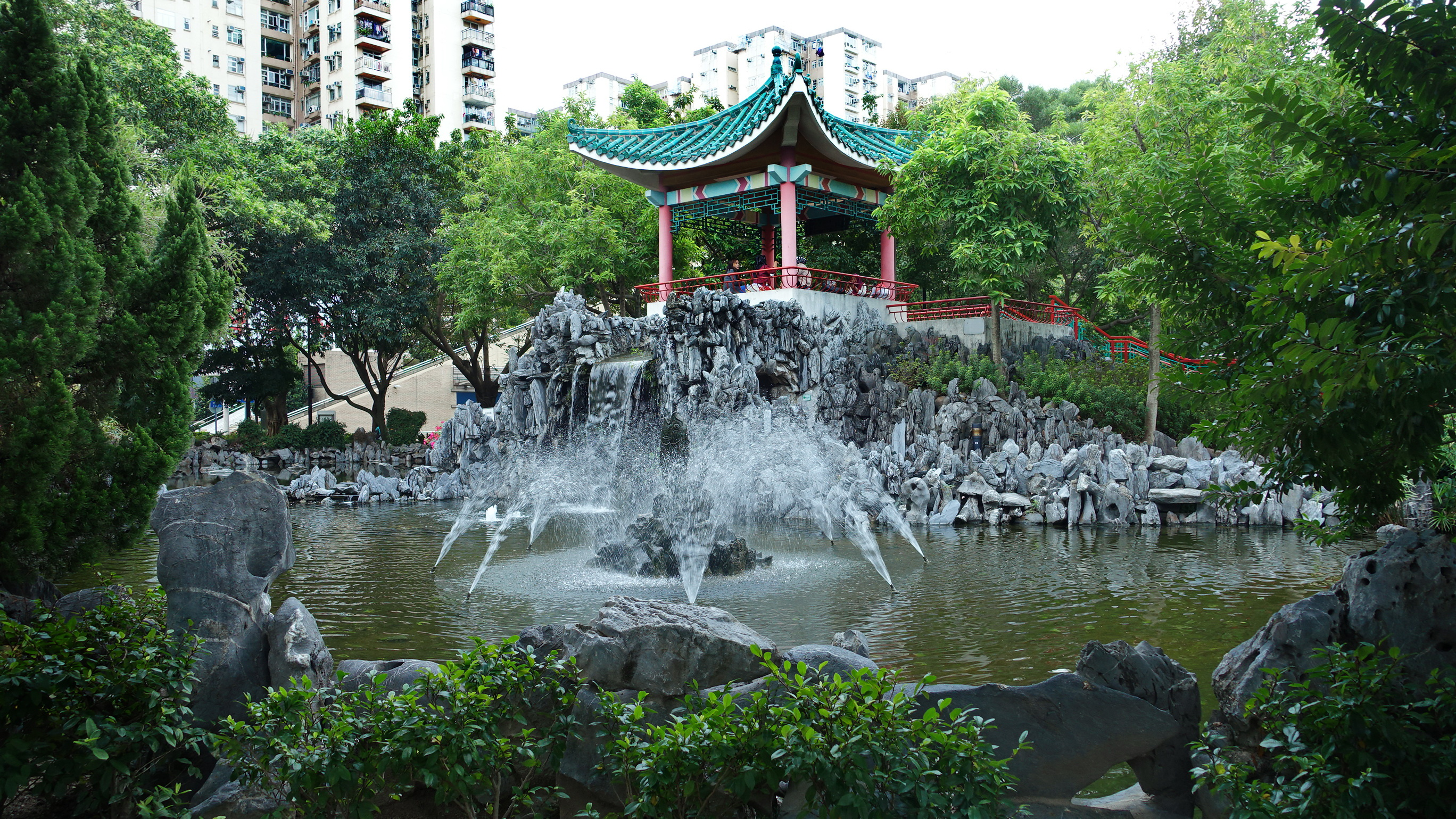
Le jardin chinois
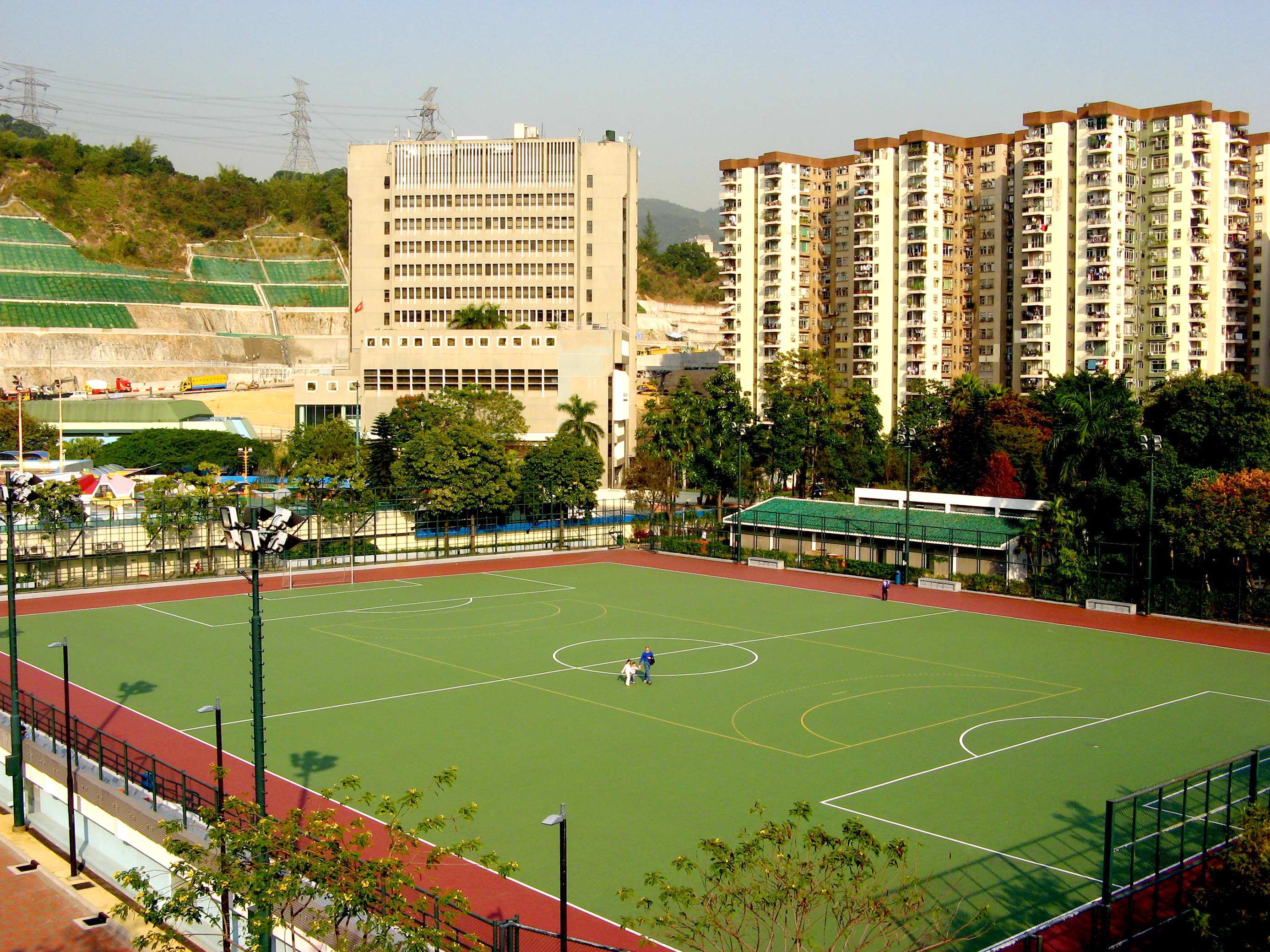
Terrain de football en dur
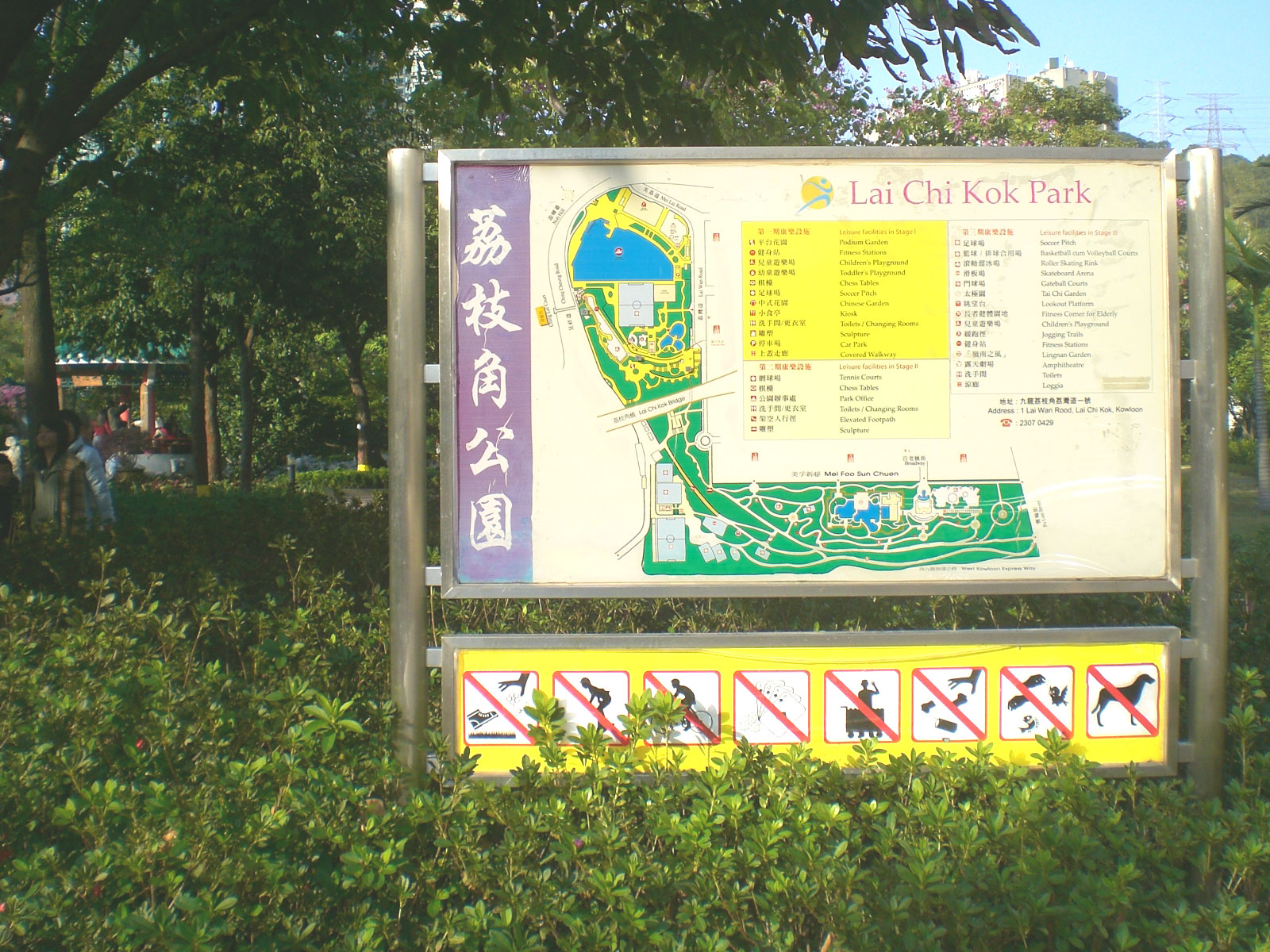
Plan du parc de Lai Chi Kok